# 千葉県立大利根自然公園
千葉県立大利根自然公園（ちばけんりつおおとねしぜんこうえん）は、利根川を中心とした千葉県北部に位置する都道府県立自然公園。神崎の大クスは国の天然記念物に指定されている。

## 概要

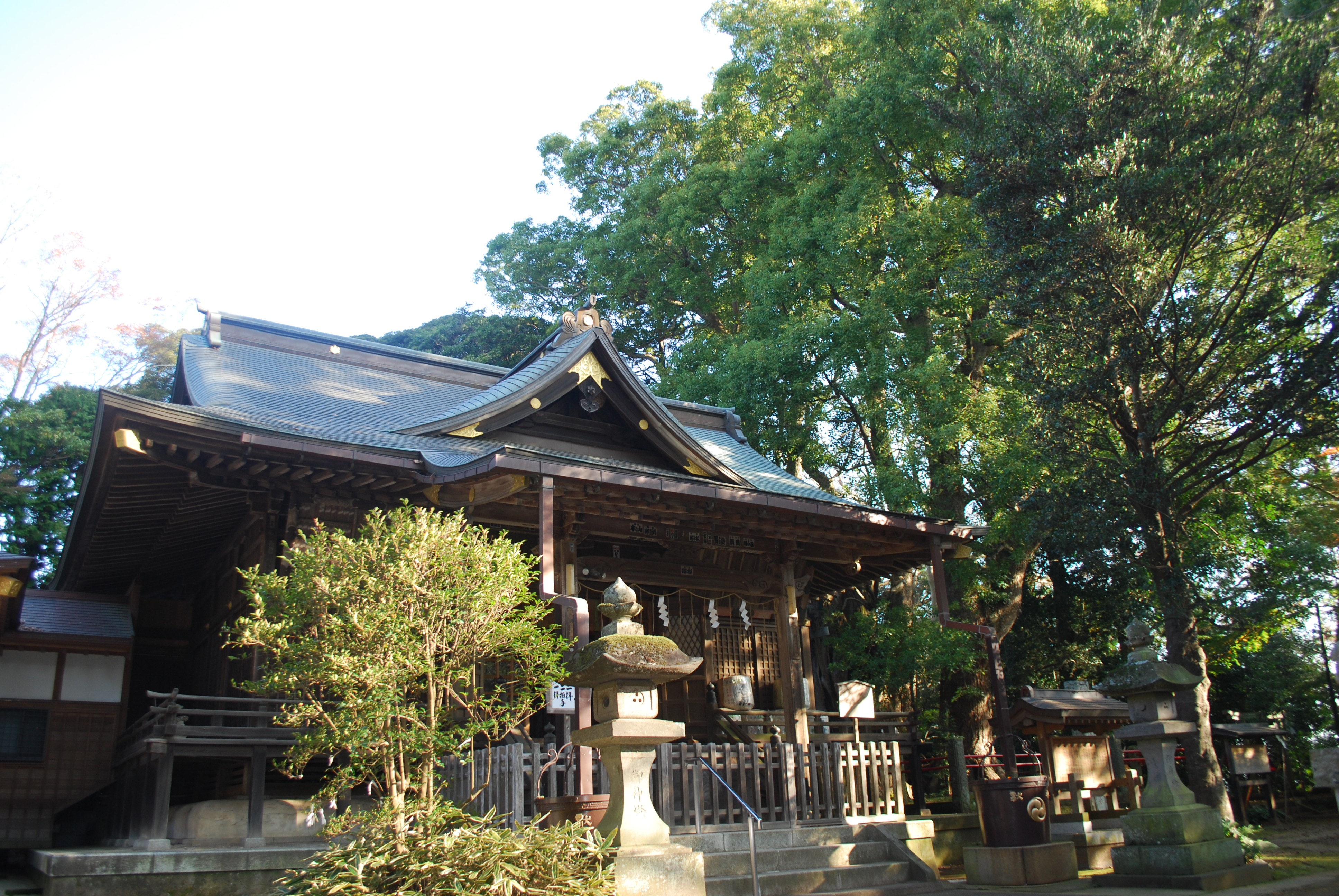
神崎神社と神崎の大クス（神崎の森）

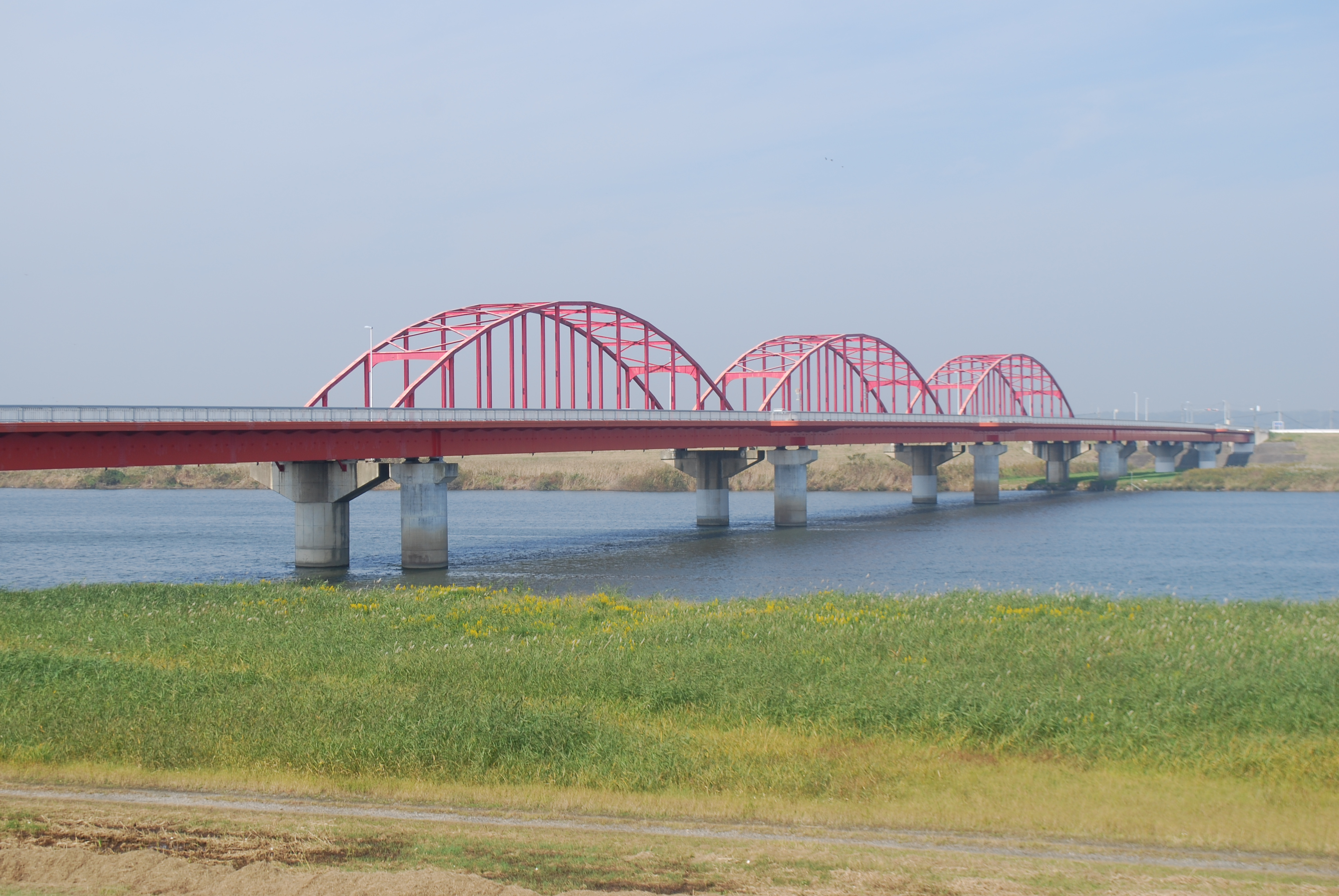
神崎大橋（千葉県道江戸崎神崎線）

千葉県北部の香取市・香取郡神崎町に位置し、利根川の河川敷（利根川に架かる神崎大橋付近から水郷大橋付近の区間）を中心とし、神崎の森（県の天然記念物、神崎神社周辺）、佐原公園、香取市上宿台周辺（標高約30メートルの丘陵地域）などを含む自然公園である。区域面積は5.03平方キロメートル。付近の小野川（佐原の町並み）、大須賀川、八間川は区域に含まれていない（区域図参照）。水郷大橋より東側の千葉県道2号水戸鉾田佐原線付近は水郷筑波国定公園の区域となる。
特色としてヨシやオギに覆われた河川敷と周辺の田園風景、その中に島状に残された神崎の森が広がる。

## 沿革
- 1935年（昭和10年）7月5日 - 自然公園指定。

## 区域
以下、区域図を参照。
- 区域図

## 地理

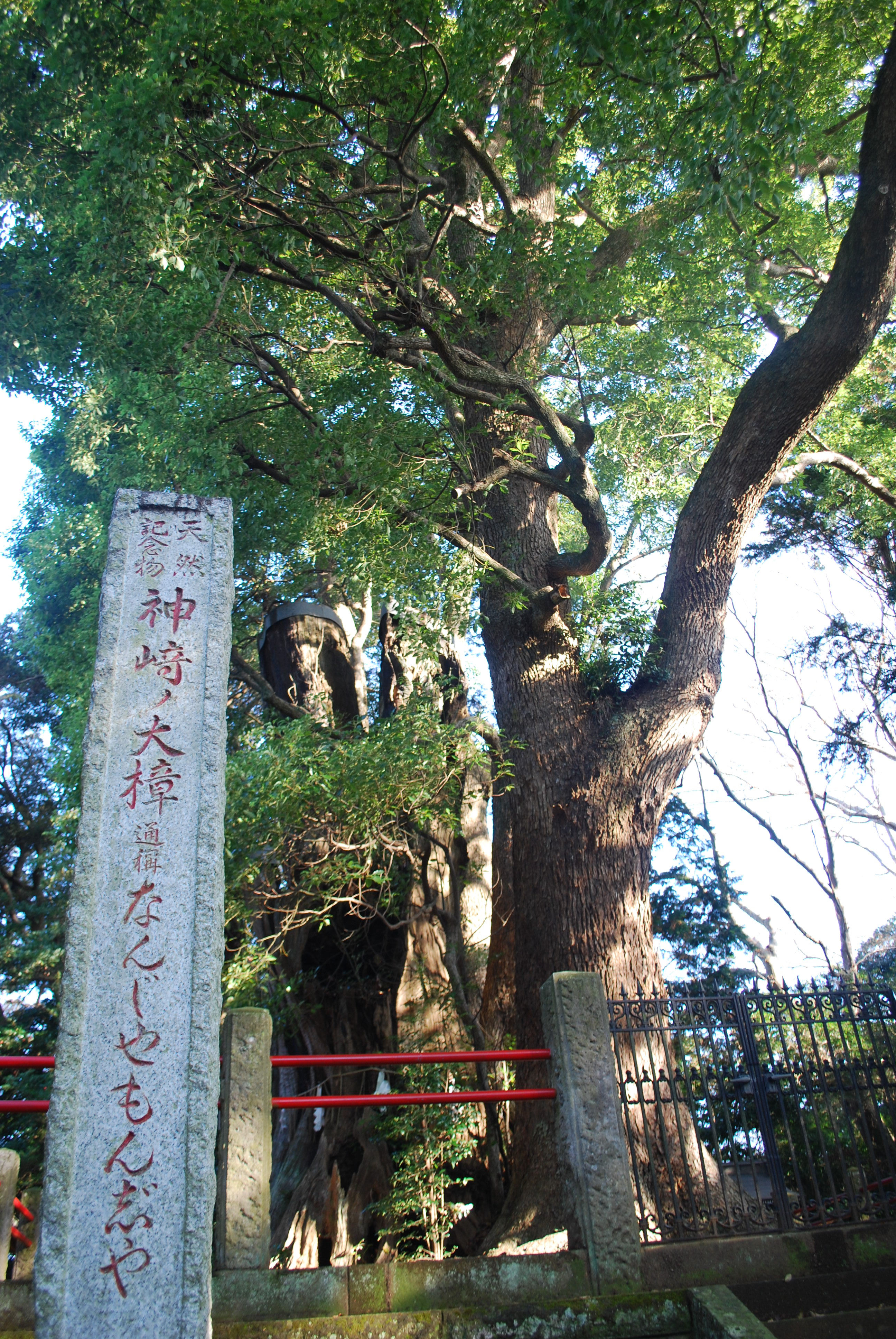
神崎の大クス（国の天然記念物）

- 利根川（北緯35度54分58.4秒 東経140度27分50.0秒 / 北緯35.916222度 東経140.463889度）
- 神崎の森（北緯35度54分20秒 東経140度24分0秒 / 北緯35.90556度 東経140.40000度）
- 上宿台（北緯35度52分58.3秒 東経140度29分39.7秒 / 北緯35.882861度 東経140.494361度）

## 施設
- 水郷大橋
- 神崎大橋
- 利根水郷ライン
- 千葉県立佐原白楊高等学校
- 両総用水第一揚水機場[5]
- 岩ヶ崎台第1号・第2号公園[6]
- 佐原公園
- 佐原野球場・庭球場

## 見所

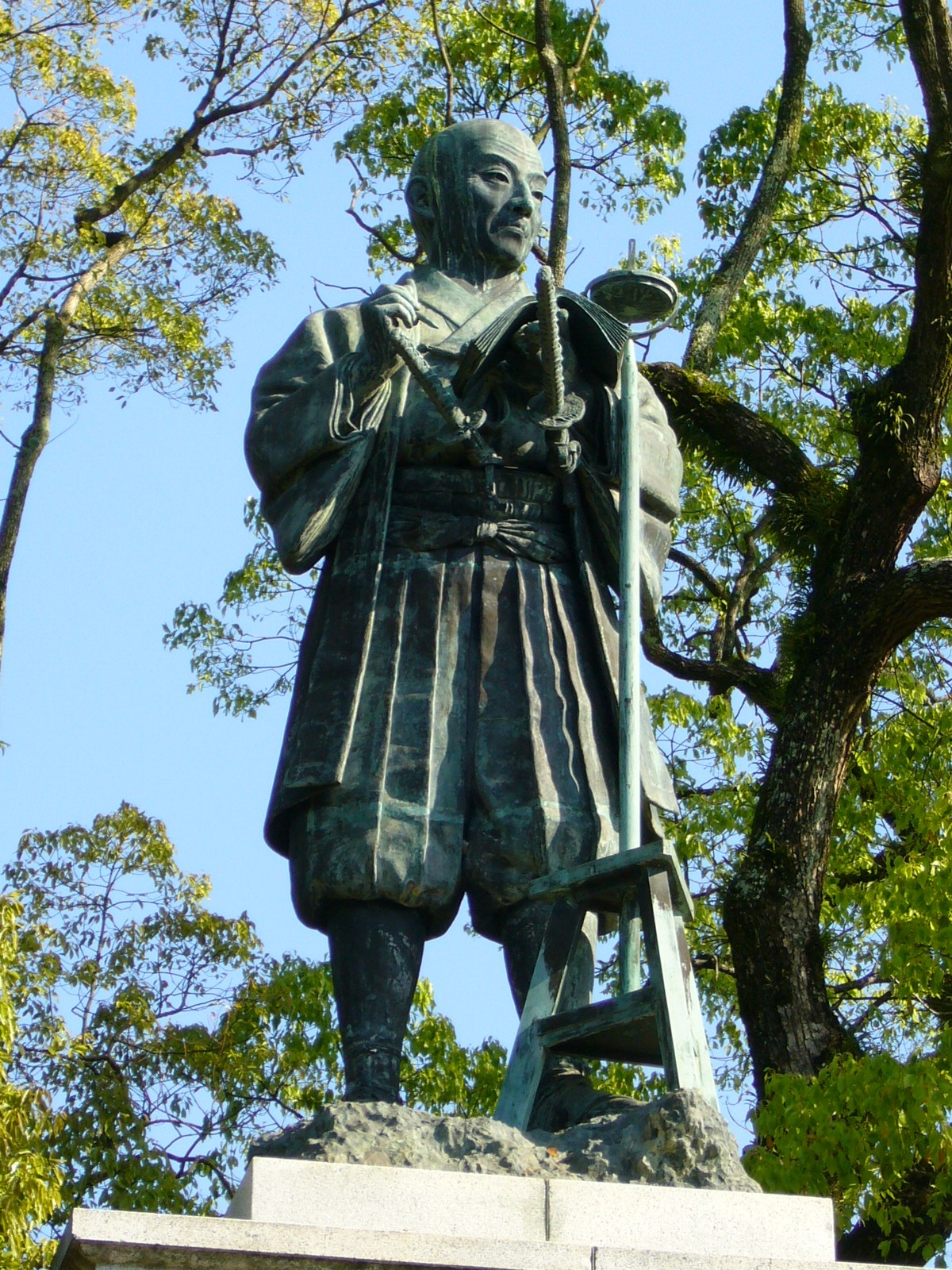
伊能忠敬銅像

周辺には重要伝統的建造物群保存地区、平成百景、日本遺産などに選定されている佐原の町並みがあり、歴史的町並みや観光船などの水資源を生かした観光資源が集約している。
- 区域内
  - 神崎神社
  - 神崎の大クス（国の天然記念物）
  - 佐原公園
  - 伊能忠敬銅像
- 区域近隣
  - 佐原の町並み（伊能忠敬旧宅、佐原三菱館など）
  - 伊能忠敬記念館
  - 道の駅・川の駅水の郷さわら
  - 道の駅発酵の里こうざき
  - 佐原河川敷緑地

## アクセス
代表的なアクセス方法一覧。
- 近隣の鉄道駅
  - 佐原駅（JR成田線・鹿島線）
  - 下総神崎駅（JR成田線）
- 近隣のインターチェンジ
  - 佐原香取インターチェンジ（東関東自動車道）
  - 神崎インターチェンジ（首都圏中央連絡自動車道）
- 近隣の駐車場
  - 神崎神社・佐原公園などに駐車場有[7][8]。そのほか各施設を参照。